# San Pedro el Achiote
San Pedro el Achiote är en ort i Mexiko.   Den ligger i kommunen Bochil och delstaten Chiapas, i den sydöstra delen av landet, 700 km öster om huvudstaden Mexico City. San Pedro el Achiote ligger 1 117 meter över havet och antalet invånare är 540.
Terrängen runt San Pedro el Achiote är huvudsakligen kuperad, men åt nordväst är den bergig. San Pedro el Achiote ligger nere i en dal. Runt San Pedro el Achiote är det ganska tätbefolkat, med 116 invånare per kvadratkilometer. Närmaste större samhälle är Bochil, 4,2 km öster om San Pedro el Achiote. I omgivningarna runt San Pedro el Achiote växer huvudsakligen savannskog.